# Higham (Kent)
Higham è un comune ed una parrocchia civile inglese del Kent, nel distretto di Gravesham. Si trova sulla penisola di Hoo, fra Gravesend e Rochester.
È il luogo dove morì lo scrittore britannico di fama mondiale Charles Dickens.